# Acrobat (canción de U2)
«Acrobat» es una canción de la banda irlandesa de rock U2. Es la undécima pista del álbum de 1991, Achtung Baby, en el que la banda da un giro a su estilo musical anterior. Esta canción se desarrolla a partir de un riff creado por The Edge, sobre un tiempo de 12⁄8. A pesar de la calidad del tema, no fue tocada en vivo hasta el inicio del eXPERIENCE + iNNOCENCE Tour 2018, el 2 de mayo de 2018.

## Inspiración
Bono reconoce la influencia del libro de Delmore Schwartz (a quien le dedica el tema) al escribir la letra. De hecho, el título de uno de los relatos cortos incluidos en el mismo, In Dreams Begin Responsibilities (las responsabilidades comienzan por los sueños), es citado en el verso final. Bono señala que el libro "lo tenía en mente cuando escribí la letra... Sería difícil resumir el libro en pocas líneas, pues Delmore Schwartz es tan formalista... yo soy lo contrario. Me siento como hundido en el lodo cuando escribo, así que algo tengo que ver con Schwartz, y es por esto por lo que disfruto leyéndole."

## En directo
La canción fue la única del álbum Achtung Baby que no fue interpretada por el grupo en directo en el Zoo TV Tour de 1992-93, que promocionaba dicho álbum. De hecho, no debutaría en vivo hasta 27 años después de su publicación, cuando fue incluida en la gira Experience + Innocence Tour de 2018. Se tocó en todos los conciertos de esta gira.

## Personal
- Bono - voz
- The Edge - guitarra eléctrica, segunda voz
- Adam Clayton - bajo eléctrico
- Larry Mullen Jr. - batería, percusión
- Daniel Lanois - Producción

## Versiones
La banda Keane tocó una versión de este tema que se publicó en 2011 para el álbum en vivo With Or Without You, cuyo nombre es tributo a la canción homónima de U2.